# Ameloctopus litoralis
Ameloctopus litoralis Norman, 1992 è un mollusco cefalopode della famiglia degli Octopodidi, endemico dell'Australia. È l'unica specie nota del genere Ameloctopus..

## Descrizione

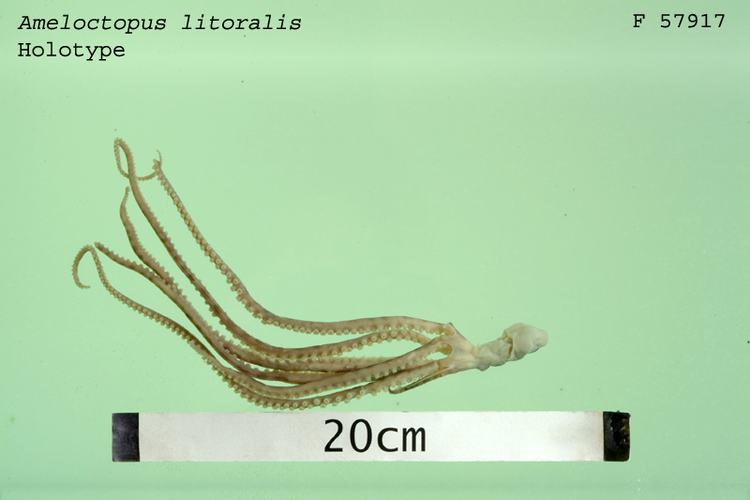
Olotipo

Questa specie si caratterizza per l'assenza di tasca del nero, un sifone vestigiale e braccia marcatamente allungate rispetto al corpo, capaci di autotomia.

## Biologia
Ameloctopus litoralis abita in tane situate in ambienti costieri poco profondi. Durante il giorno si nutre estendendo le braccia dalla sicurezza della tana, mentre di notte, durante la bassa marea, si spinge alla ricerca di prede su sabbia, fango e detriti. Depone uova di relativamente grandi dimensioni, il che fa ipotizzare che la prole abbia abitudini bentoniche e dispersione limitata.

## Distribuzione e habitat
L'areale di questa specie è ristretto alle acque costiere mesolitorali dell'Australia settentrionale, dalla Western Australia nord-occidentale al Queensland meridionale, principalmente sulle piane fangose costiere e sulle barriere coralline intertidali..

## Conservazione
La Lista rossa IUCN classifica Ameloctopus litoralis come specie a rischio minimo (Least Concern).